# TF-1细胞
TF-1细胞（TF-1 cells）是生物醫學研究中常用的一種來源於人類紅白血病细胞的永生細胞系。TF-1细胞可在白细胞介素-3（IL-3）或粒细胞-巨噬细胞集落刺激因子（GM-CSF）的刺激下增殖，还存在CBFA2T3-ABHD12的基因融合。